# Fernando Tordo
Fernando Travassos Tordo (Lissabon, 29 maart 1948) is een Portugees zanger.

## Biografie
Tordo is vooral bekend vanwege zijn deelname aan het Eurovisiesongfestival 1973, dat gehouden werd in de Luxemburgse hoofdstad Luxemburg. Met het nummer Tourada eindigde hij als tiende. Vier jaar later nam hij wederom deel, ditmaal als lid van de groep Os Amigos.
1964: António Calvário · 
1965: Simone de Oliveira · 
1966: Madalena Iglésias · 
1967: Eduardo Nascimento · 
1968: Carlos Mendes · 
1969: Simone de Oliveira · 
1971: Tonicha · 
1972: Carlos Mendes · 
1973: Fernando Tordo · 
1974: Paulo de Carvalho · 
1975: Duarte Mendes · 
1976: Carlos do Carmo · 
1977: Os Amigos · 
1978: Gemini · 
1979: Manuela Bravo · 
1980: José Cid · 
1981: Carlos Paião · 
1982: Doce · 
1983: Armando Gama · 
1984: Maria Guinot · 
1985: Adelaide Ferreira · 
1986: Dora · 
1987: Nevada · 
1988: Dora · 
1989: Da Vinci · 
1990: Nucha · 
1991: Dulce Pontes · 
1992: Dina · 
1993: Anabela · 
1994: Sara Tavares · 
1995: Tó Cruz · 
1996: Lúcia Moniz · 
1997: Célia Lawson · 
1998: Alma Lusa · 
1999: Rui Bandeira · 
2001: MTM · 
2003: Rita Guerra · 
2004: Sofia Vitória · 
2005: 2B · 
2006: Nonstop · 
2007: Sabrina · 
2008: Vânia Fernandes · 
2009: Flor-de-Lis · 
2010: Filipa Azevedo · 
2011: Homens da Luta · 
2012: Filipa Sousa · 
2014: Suzy · 
2015: Leonor Andrade · 
2017: Salvador Sobral · 
2018: Cláudia Pascoal · 
2019: Conan Osíris · 
2021: The Black Mamba · 
2022: Maro · 
2023: Mimicat · 
2024: Iolanda · 
2025: Napa
- Biblioteca Nacional de España: XX1794963
- Gemeinsame Normdatei: 105728047X
- International Standard Name Identifier: 0000 0003 7494 6117
- Library of Congress Control Number: no2004073588
- MusicBrainz: 5255e848-0b99-4b9d-8a32-77edaa9af257
- Système universitaire de documentation: 137038461
- Virtual International Authority File: 207260550
- WorldCat: E39PBJkp8wHdYKvCjMRx3pk7HC